# Pauline Jaricot

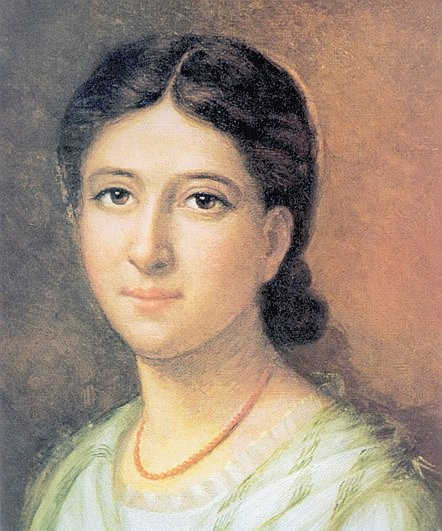
Portret van de jonge Pauline Jaricot

Pauline Marie Jaricot (Lyon, 22 juli 1799 – aldaar, 9 januari 1862) is de initiatiefneemster van onder meer de Vereniging tot Verspreiding van het Geloof, de latere Pauselijke Missiewerken, onderdeel van de Propaganda Fide, de huidige Congregatie voor de Evangelisatie van de Volkeren en de "Levende Rozenkrans". Op 22 mei 2022 werd zij in Lyon zalig verklaard.

## Biografie
Pauline Jaricot was de jongste uit een praktiserend katholiek gezin van zeven kinderen, geboren kort na de Franse Revolutie. Haar ouders, Antoine en Jeanne, waren handelaars in zijde. Nog op haar geboortedag is zij gedoopt door een priester die loyaal was gebleven aan de paus en niet de door revolutionairen vereiste eed had afgelegd, dit op uitdrukkelijk verzoek van Paulines ouders. Op 16 april 1812 deed zij haar eerste heilige Communie. Zij was toen 13 jaar.
Pauline leefde in een tijd van grote sociale onrust en maatschappelijke verandering. In haar jeugd hoort Pauline in haar katholieke familie al over het werk van missionarissen, doordat haar broer Phileas aangaf als missionaris naar China te willen gaan. Pauline was daar nogal enthousiast over en wilde, zoals zij daar op zeer jonge leeftijd over dacht, met hem mee om voor de armen en de zieken te zorgen en de bloemen in de kerk te verzorgen. Als puber en adolescent, was zij minder zeker in haar devotie, heen en weer geslingerd tussen enerzijds tijden van intens gebed, die haar geregeld tot langdurige aanbidding van het Allerheiligste bracht in de plaatselijke kerk, tot anderzijds grote interesse in het stadsleven en elegante kledij, dromend over jonge mannen en het ideale huwelijk. Een levendige jongedame dus, zelfverzekerd, soms ook koppig, maar vooral gelukkig. Zelf schrijft zij - wat streng - in haar autobiografie: "Ik had een levendige fantasie en gevoel voor het bovennatuurlijke, maar was ook wat opstandig en lui. God gaf mij echter een trouw en aanhankelijk hart, dat zich gemakkelijk aan aanbidding overgaf."
Toen Pauline 15 was, viel ze tijdens huishoudelijk werk en raakte zo ernstig geblesseerd, dat zij lange tijd niet kon lopen, noch kon praten. Haar moeder zou in gebed de wens hebben gedaan om haar leven op te offeren voor de genezing van haar dochter. Een effectieve wens, het moet gezegd worden, want na een ziekbed sterft zij, terwijl Pauline uiteindelijk herstelt. Deze tegenslag en rouw doen het zorgeloze jonge meisje nadenken. Na het horen van een preek  over ijdelheid, laat ze haar juwelen achter en kleedt zich voortaan als een arbeidersmeisje. In de Basiliek van Onze-Lieve-Vrouwe van Fourvière legt ze vervolgens een gelofte van kuisheid af, hoewel ze meent geen echte religieuze roeping te hebben. Pauline besluit haar leven te wijden aan het dienen van zieken en armen. Zij bezoekt dagelijks ziekenhuizen en terminaal zieken thuis om hen te helpen, hun wonden te verzorgen en hen te bemoedigen. Al dat werk werk samengaand met een intens gebedslevens en dagelijkse deelname aan de Eucharistie. Haar devotie tot het Heilig Hart van Jezus neemt toe.
Na een soort visioen op Palmzondag in 1817, vormt ze een informele groep De herstellers van het onbegrepen en verachte hart van Jezus.

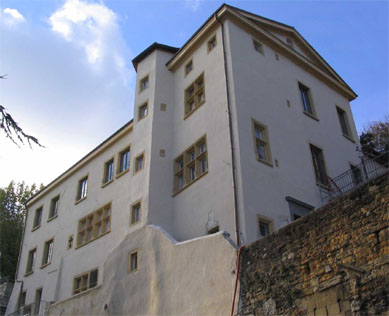
Huis van Lorette, bekend als Pauline Jaricot (Lyon), geklasseerd als historisch monument.

In die tijd hoort zij, van haar broer Phileas, seminarist in Saint-Sulpice, dat de buitenlandse missies van Parijs ernstige financiële moeilijkheden hebben. Om geld in te zamelen, richten Pauline en haar herstellers een vereniging op met tientallen, honderden, duizenden, die elk een 'sou'; een cent per week geven voor de verspreiding van het christelijk geloof. In 1822 werd deze vereniging officieel het werk van de Verbreiding van het Geloof. Het werk speelt een hoofdrol  in de ontwikkeling van de Franse missionaire beweging.  Aan het einde van 19e eeuw is het werk vertegenwoordigd in alle landen van het christendom.
Bovendien initieert zij de "Levende Rozenkrans", waarbij de deelnemers op zich nemen om dagelijks (een deel van) de Rozenkrans te bidden, ter intentie van de missie.
De doorwerking van haar initiatieven, wordt nog vele malen groter, nadat in 1919 de encycliek "Maximum Illud" verschijnt, grotendeels door de Nederlandse kardinaal Van Rossum voorbereid. Met die encycliek verandert de koers van de katholieke missie, die nu wordt  gericht op lokale kadervorming. Het aanzien van de Rooms-Katholieke Kerk verandert daardoor sterk, nu vele niet-Europese geestelijken, waaronder bisschoppen en kardinalen, daar deel van uitmaken. Dit droeg mede bij aan de emancipatie van de bevolking van gedekoloniseerde landen. Bovendien werden Paulines initiatieven samengevoegd met enkele andere initiatieven in de Pauselijke Missiewerken, het huidige Missio, waardoor deze werken een basis vormden voor de hernieuwde missieactiviteiten.
In 1830 verwerft zij "la maison de Breda'  aan de Montée Saint-Barthélémy 42 en maakt er het hoofdkwartier van het werk van de Levende Rozenkrans. In 1835 koopt ze het landgoed op Montée Saint-Barthélemy 24 (tegenwoordig het schoolcentrum Aux Lazaristes), dat ze in 1839 overdraagt aan de Broeders van de Christelijke Scholen.
Geplaagd door ernstig hartfalen besluit ze op pelgrimstocht te gaan naar Mugnano, naar het graf van de heilige Philomena, van wie de verering toen nog wat controversieel was. Ze werd eerst ontvangen in Rome door paus Gregorius XVI en vroeg hem of, als ze genezen zou terugkeren, dat een voldoende wonder zou zijn om de zaak van de heilige te bevorderen. De paus antwoordt ja, ervan overtuigd dat hij te maken heeft met een stervende vrouw en dat haar deze troost niet mag worden geweigerd, zoals hij de aanwezige nonnen in het Italiaans toevertrouwt.
Ze komt aan in Mugnano, na een vermoeiende reis in de hitte van augustus. Het is de vooravond van het feest van de heilige en de menigte pelgrims drommen samen; de volgende dag ontvangt ze de Communie en valt flauw: ze wordt verondersteld dood te zijn, maar ze komt bij en vraagt om naar het graf van de heilige te worden gedragen en daar wordt zij op wonderbaarlijke wijze genezen. De overste van het klooster luidt de klokken om het nieuws aan te kondigen, terwijl de menigte juicht. Na nog een paar dagen in Mugnano te hebben doorgebracht om te bidden en te danken voor haar genezing, keerde ze terug naar Rome, waar de paus haar werk goedkeurde en haar zijn zegen gaf.
De pastoor van Ars zou hebben uitgeroepen: "Oh! mijn broeders, ik ken iemand die kruisen goed weet te aanvaarden, zeer zware kruisen, en die ze met grote liefde draagt. Het is juffrouw Jaricot".

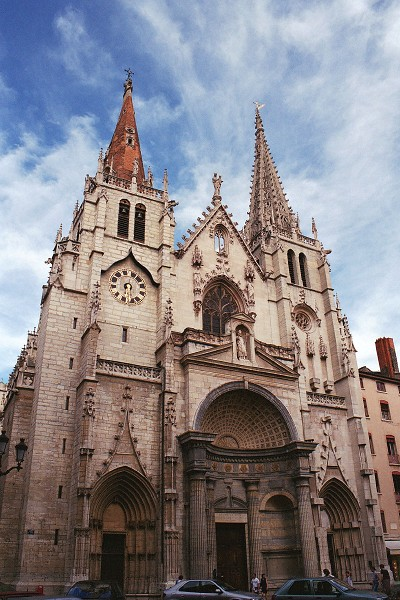
De Saint-Nizier-kerk in Lyon

Na een ontmoeting met de bisschop van Nancy, Charles de Forbin-Janson, vatte ze het plan op ook een vereniging gericht op kinderen te stichten. Op 19 mei 1843 werd het Genootschap van de Heilige Kindsheid opgericht. Bedoeling was Europese kinderen bewust te maken van de katholieke missie en hen hiervoor geld te laten inzamelen. In mei 1844 werd de organisatie erkend door paus Gregorius XVI.
Pauline leeft haar laatste jaren in bittere armoede en ellende. Zij moet zelfs haar toevlucht zoeken tot de armenzorg in Lyon. Pauline Jaricot overlijdt op 9 januari 1862. Zij werd begraven in het familiegraf, op het kerkhof van Loyasse, voordat haar stoffelijk overschot in 1922 werd overgebracht naar de Saint-Nizier-kerk.

## Zaligverklaring en verering

### Zaligverklaring

#### Onderzoek naar de deugden
Op 18 juni 1930 wordt aan paus Pius XI het document voorgelegd, dat de Congregatie voor de Heilig- en Zaligsprekingsprocessen de reden voor de zaligverklaring van Pauline Marie Jaricot, stichter van het Werk voor de Verbreiding van het Geloof, uiteenzette.
In 1963 erkent paus Johannes XXIII de heroïsche aard van haar deugden en verklaart haar eerbiedwaardig.

#### Erkenning van een wonder
In het jaar 2012, het jubileumjaar van Pauline Jaricot (bij de honderdvijftigste herdenking van haar dood), verloor de driejarige Mayline Tran het bewustzijn door verstikking bij het eten. Het kind, dat na die verstikking en een hartstilstand van twintig minuten(!)  in zeer slechte toestand in het ziekenhuis is opgenomen, wordt als verloren beschouwd. Ondanks de stopzetting van de behandeling door de arts, weigert de familie te stoppen met kunstmatige voeding. Er wordt een noveen om de voorspraak van Pauline Jaricot gebeden. Kort daarna wordt het kleine meisje wakker, maar met een zeer verslechterde hersentoestand, wat leidt tot een prognose van een hopeloze vegetatieve toestand. Tegen alle verwachtingen in geneest ze echter geheel.
Een diocesaan onderzoek naar die genezing, start bij de kerkelijke rechtbank van het aartsbisdom Lyon op 20 juli 2018. Dit proces loopt tot 28 februari 2019. Daarna zijn de akten daarvan gedeponeerd bij de Congregatie voor de Heiligverklaringen. Het dossier werd doorgestuurd naar de medische commissie, die de onverklaarbare aard van de genezing bevestigde.
Op 26 mei 2020, erkent paus Franciscus de authentieke genezing toegeschreven aan de voorspraak van Pauline Jaricot. Dat maakt de weg vrij voor haar zaligverklaring.
Op 4 oktober 2021 kondigden de secretaris-generaal van de Pauselijke Missiewerken en het aartsbisdom Lyon, officieel aan, dat Pauline Jaricot op 22 mei 2022 plechtig zalig zal worden verklaard tijdens een Eucharistieviering opgedragen door kardinaal Luis Antonio Tagle in de Eurexpo in Lyon. Op zondag 22 mei 2022 is zij daar dan ook zalig verklaard.

### Verering
Om de toegang van de gelovigen tot haar graf te vergemakkelijken, werden haar stoffelijke resten in 1922 opgegraven van de Loyasse-begraafplaats en overgebracht naar de Saint-Nizier-kerk, vlak bij het altaar van de Maagd in het zuidelijke transept. Haar hart echter, is in de kerk van Sint-Polycarpus.